# Старши помощник на командира на кораба
Старши помощник на командира на кораба (съкратено: СПК, неофициално: старпом, старпомка) е длъжност в руския и съветския флот. Старшият помощник е първи заместник на командира и пряк началник на целия личен състав, ръководител на бойната подготовка на екипажа и ежедневната дейност на бойните части и службите на кораба. В царския флот тази длъжност се нарича старши офицер, а в Кралския флот първи лейтенант (на английски: chief officer, – букв. „шеф-офицер“ или иначе „първи офицер“ (след капитана)).

## Задължения
Старшият помощник отговаря:
- за бойната готовност, отбраната и защитата на кораба;
- възпитанието и военната дисциплина на личния състав;
- организацията по взаимодействията между бойните части и службите;
- организация на службата и вътрешния ред на кораба;
- правилното водене на документацията;
- приготовката на кораба за бой и поход;
- организацията на борбата за живучест;
- защитата от оръжията за масово поразяване;
- радиационната безопасност (за кораби с ядрена енергетична установка).

Старшият помощник следва да е годен в случай на необходимост да замени командира на кораба, поради което е задължен да знае всички негови служебни намерения и заповеди, получени от висшестоящите началници, да познава съвършено материалната база на кораба и да има допуск към самостоятелно управление на кораба.
При кратковременно отсътствие на командира на кораба старшият помощник встъпва в командване на кораба, и едновременно с това продължава да изпълнява своите преки задължения.
Длъжността на старшия помощник е задължителна стъпка за офицера по пътя му към самостоятелно командване на кораб. Задълженията и отговорностите му са толкова големи, че Корабния устав специално предвижда, той да прекарва по-голямата част от времето си на кораба.

## Старшият помощник на капитана на търговския съд
Старшият помощник на капитана на търговския съд отговаря за:
- Планирането и провеждането на товаро-разтоварните операции: товарене, разтоварване на съда, подреждането на товара в съответствие с товарния план;
- Контрол на устойчивостта на съда, контрол на натоварването на корпуса;
- Газенето и положението на съда по време на провеждането на товарните операции, след края на операциите и в течение на целия рейс;
- Наличността на борда на запаси и разходването на прясна вода в течение на рейса;
- Експлоатацията и поддръжката в надлежащо техническо състояние на корпуса на съда, палубните и товарни механизми и устройства;
- Организацията и контрола на работното време на палубния екипаж.